# Tokyoïta
La tokyoïta és un mineral de la classe dels fosfats, que pertany al supergrup de la brackebuschita. Rep el nom de la metròpolis de Tòquio, a on es troba la seva localitat tipus.

## Característiques
La tokyoïta és un fosfat de fórmula química Ba₂Mn3+(VO₄)₂(OH). Va ser aprovada com a espècie vàlida per l'Associació Mineralògica Internacional l'any 2003. Cristal·litza en el sistema monoclínic. La seva duresa a l'escala de Mohs es troba entre 4,5 i 5.
Segons la classificació de Nickel-Strunz, la tokyoïta pertany a «08.BG: Fosfats, etc. amb anions addicionals, sense H₂O, amb cations de mida mitjana i gran, (OH, etc.):RO₄ = 0,5:1» juntament amb els següents minerals: arsentsumebita, bearthita, brackebuschita, gamagarita, goedkenita, tsumebita, arsenbrackebuschita, feinglosita, bushmakinita, calderonita, melonjosephita i tancoïta.

## Formació i jaciments
Va ser descoberta a la mina Shiromaru, situada a la localitat d'Okutama, dins el districte de Nishitama, a Tòquio (Japó). També ha estat descrita a la mina Yamato (Kagoshima, Japó), així com en diversos indrets d'Itàlia, Alemanya, Àustria i Sud-àfrica.